# Урусов, Александр Петрович (1850)
Князь Алекса́ндр Петро́вич Уру́сов (3 (15) сентября 1850 — 30 октября (12 ноября) 1914) — русский общественный и политический деятель, один из основателей и товарищ председателя Всероссийского национального союза, член Государственной думы от Тульской губернии. Внук князя А. М. Урусова и генерала Н. М. Сипягина.

## Биография
Происходил из потомственных дворян Тульской губернии Урусовых. Крупный землевладелец Симбирский губернии (2000 десятин), его супруге принадлежало 1592 десятин в Тульской губернии. Сын князя Петра Александровича Урусова (1810—1890) и Екатерины Николаевны Сипягиной родился 3 (15) сентября 1850 года (указывается также 1851-й). Среди младших братьев примечательны сенатор Николай и коннозаводчик Сергей.
Окончил гимназию в Германии и Николаевское кавалерийское юнкерское училище (1874), был выпущен офицером в Нарвский 13-й гусарский полк. Во время русско-турецкой войны 1877—1878 годов в чине штабс-ротмистра перевелся в Павлоградский гусарский полк с назначением адъютантом к командиру 2-го армейского корпуса и начальнику тыла действующей армии генералу Никитину.
В 1880 году (по другим данным — 1881) вышел в отставку в чине ротмистра. Поселился в родовом имении Бекетовка Сенгилеевского уезда Симбирской губернии, где посвятил себя ведению хозяйства и общественной деятельности. Избирался предводителем дворянства Сенгилеевского уезда (1885—1889), почетным мировым судьей, гласным Сенгилеевского уездного и Симбирского губернского земств, председателем Сенгилеевской уездной земской управы (трижды).
В 1890 году переехал в имение жены Чернского уезда Тульской губернии, где занимался сельским хозяйством и службой по выборам. Избирался гласным Чернского уездного и Тульского губернского земств, почетным мировым судьей по Чернскому уезду. Служил земским начальником Чернского уезда, с 1906 года был членом уездной землеустроительной комиссии. Входил в Совет по делам местного хозяйства при МВД. Состоял председателем Чернского сельскохозяйственного общества, в 1885—1899 годах сотрудничал во многих сельскохозяйственных журналах, публикуя статьи по вопросам скотоводства и садоводства.

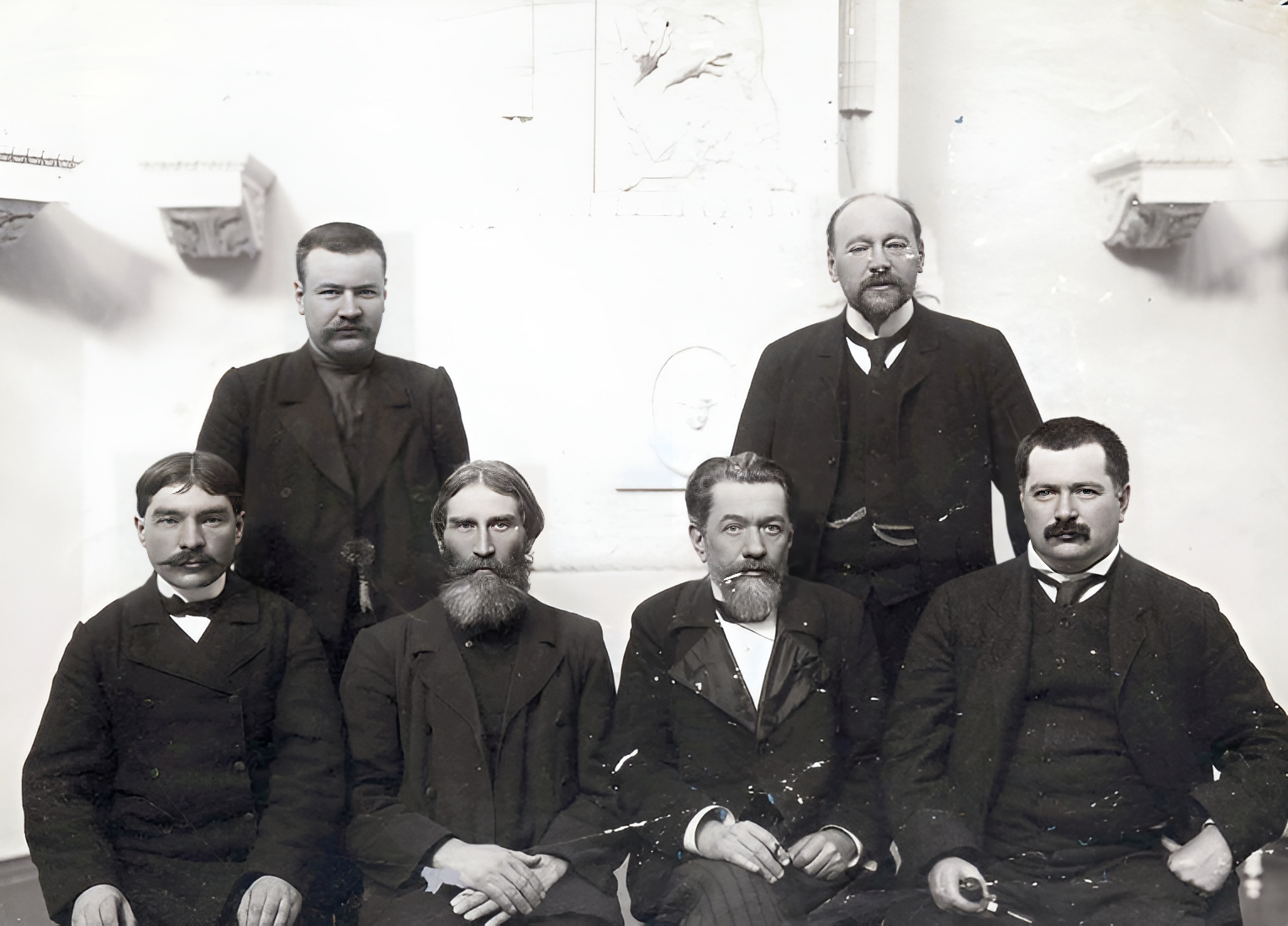
Депутаты Государственной думы II созыва от Тульской губернии. Стоят: Чинков П. Н., Урусов А. П.; сидят: Забелин Ф. Г., Михайлин Н. Н., Воронцов-Вельяминов И. А., Бобринский В. А.

В феврале 1907 был избран членом II Государственной думы от Тульской губернии. Входил во фракцию октябристов и группу умеренных. Состоял членом комиссий: бюджетной, о преобразовании местного суда. Участвовал во Всероссийских съездах земских деятелей (1907), съездах Объединенного дворянства. Состоял членом Совета старшин Клуба умеренных и правых партий.
В октябре 1907 года был избран в члены III Государственной думы от съезда землевладельцев Тульской губернии. Организовал и возглавил Национальную группу, которая после 2-й сессии слилась с фракцией умеренно-правых и образовала русскую национальную фракцию. Из-за борьбы за лидерство с П. Н. Балашовым перешел во фракцию правых. Состоял председателем комиссии об охоте, членом и докладчиком комиссий: по государственной обороне, бюджетной.
Летом 1908 года стал одним из основателей Всероссийского национального союза, 21 июня был избран товарищем председателя ВНС С. В. Рухлова. Считал, что:
Задачи Союза пробудить, возродить и поднять на должную высоту русский национализм... Эпидемия космополитизма не представляет непреоборимой опасности, т.к. с нею уже справились благополучно такие государства, как Германия и Англия. Теперь очередь за нами.
Был учредителем и членом Совета старшин Всероссийского национального клуба, созданного параллельно с ВНС. Также был членом «Русского собрания». После назначения Рухлова министром путей сообщения в феврале 1909, князь исполнял обязанности председателя ВНС. В январе 1910, после реорганизации ВНС и объединения с партией умеренно-правых, новым председателем союза был избран П. Н. Балашов, а князь Урусов — его товарищем. Из-за соперничества с Балашовым князь отошел от руководства союзом и в 1910—1911 годах не участвовал в работе ВНС и национального клуба, после чего выбыл из их состава.
В 1912 году был вновь избран в члены Государственной думы. Входил во фракцию правых. Состоял членом комиссий: личного состава, об охоте, по военным и морским делам.
Скончался 30 октября (12 ноября) 1914 года в Петрограде от сердечного приступа, как указано в метрической книге, 63-х лет.
Был женат, имел двоих сыновей.